# Concile de Naplouse
Le concile de Naplouse est une assemblée de religieux et de nobles du royaume de Jérusalem ouverte à Naplouse le 16 janvier 1120 (ou le 23), présidée par le roi Baudoin II et le patriarche latin de Jérusalem Gormond de Picquigny.

## Dispositions
Le concile publie vingt-cinq canons dans le but de restaurer la morale et la discipline pour apaiser la colère divine dans le royaume de Jérusalem, affligé depuis quatre ans de plusieurs calamités, entre autres par l’invasion de sauterelles, la famine et les défaites militaires.
Les trois premiers canons rappellent le concordat, notamment les droits de l’Église sur les dîmes. Les canons 4 à 19 concernent les châtiments à infliger aux délits sexuels et conjugaux : l’adultère (4-6), le proxénétisme (7), la sodomie (8/11), les relations sexuelles entre Francs et Sarrasins (12-15) et la bigamie (17-19). Le canon 5, par exemple, condamne à la castration et à l’expulsion du royaume les hommes coupables d’adultère, et les femmes à la rhinotomie (ablation du nez) ; le canon 8 condamne les sodomites adultes au bûcher. Les six derniers canons concernent les clercs qui prendraient les armes ou abandonneraient leur statut ecclésiastique (20-21), les fausses accusations (22), les différentes punitions pour vol (23).
C'est lors de ce concile que fut entérinée la création de la milice des Pauvres Chevaliers du Christ et du Temple de Salomon (en latin: pauperes commilitones Christi Templique Solomonici), avec pour mission de sécuriser le voyage des pèlerins affluant d'Occident depuis la reconquête de Jérusalem. L'Ordre du Temple fut créé à partir de cette milice, lors du concile de Troyes, neuf ans plus tard.

## Liste des participants[4]
- Présidence :
  - Le patriarche latin de Jérusalem Gormond de Picquigny
  - Le roi Baudouin II de Jérusalem

- Archevêque :
  - L'archevêque de Césarée Evremar de Thérouanne

- Évêques :
  - L'évêque de Nazareth Bernard
  - L'évêque de Liddes

- Ecclésiastes :
  - L'abbé de Sainte-Marie de la vallée de Josaphat, Gildon
  - L'abbé du Mont-Thabor, Pierre
  - Le prieur du Mont Sion, Achard

- Seigneurs :
  - Eustache Grenier, seigneur de Césarée et prince de Sidon
  - Guillaume Ier de Bures, prince de Galilée et de Tibérias
  - Batisan, connétable de Jaffa
  - Payen, chancelier du roi